# Eric Gerets
Eric Maria Gerets (Lanaken, 1954. május 18. –) belga labdarúgóhátvéd, edző.
A belga válogatott tagjaként részt vett az 1980-as labdarúgó-Európa-bajnokságon, az 1982-es, 1986-os és 1990-es labdarúgó-világbajnokságon.